# ニシン
ニシン（鰊・鯟・鯡、学名:Clupea pallasii）は、ニシン目ニシン科の海水魚。別名、春告魚（はるつげうお）。魚体は細長く、体長は30 - 35cmほど。背側は青黒色、腹側は銀白色。日本付近では春、産卵のために北海道周辺沿岸に現れる。
英語で ヘリング （英、独: Herring、蘭: Haring）といえばニシンも含むが、普通はタイセイヨウニシン( C. harengus )のことをいう。2種を区別したいときは、ニシンを パシフィックヘリング Pacific herring、タイセイヨウニシンを アトランティックヘリング Atlantic herring という。繁殖特性や形態などが異なることから本種とタイセイヨウニシンは別種と考える研究者もいる。
種小名は、ドイツの生物学者ペーター・ジーモン・パラスにちなむ。

## 分布
冷水域を好む回遊魚で北太平洋、日本海、黄海北部の渤海湾に、北アメリカ大陸側ではカリフォルニア州サンディエゴ付近を南限として分布しアラスカのブリストル湾が大きな産卵場になっている。日本での分布南限は日本海で富山県、太平洋側で犬吠埼付近とされる。分布域は広いが回遊範囲が狭く固有の湾内などを生息域とする地域性の群れ（地域群）と広範囲の海洋を回遊する群れ（広域群）が存在しているが、それぞれの回遊範囲等については十分に解明されていない。
日本付近では、地域群：それぞれ石狩湾、能取湖、風蓮湖、厚岸湖、湧洞沼、尾鮫沼、万石浦などを主な産卵場とする群と広域群：「北海道・サハリン系」、「本州系」が分布する。サハリン周辺の地域群は、オホーツク海北部沿岸に産卵するオホーツク系統群、シェレホフ湾内とカムチャッカ半島北西部に産卵するギジガ・カムチャッカ系統群。

### 生態
主なエサは動物性プランクトンやオキアミ類（日本付近では、ツノナシオキアミ）を捕食している。回遊魚であるが同じ海域に戻り産卵する性質がある（産卵回遊性）。生後数年で性成熟し産卵活動に参加するが、産卵を行わない年もあるとされている。孕卵数は体長と共に増加し、 24cm-2.2万粒、28cm-3.8万粒、32cm-6.5万粒、36.6cm-9.3万粒 との報告があり年齢に万を付けた数が概略の孕卵数となる。

#### 産卵と成熟
タイセイヨウニシンが外洋水に近い比較的塩分濃度が高く水温の高い水深10 - 200mの砂地、石、岩に産卵するのに対し、太平洋に分布する個体群は、タイセイヨウニシンと比較すると低塩分で低水温域の潮間帯に分布する水性植物（アマモやコンブなどの海藻類）に産卵を行う。
産卵期は春のみで水深 1m 以下の浅い海で行われる。メスは沈性で粘着性のある直径 1mm程度の卵を海藻に産み付け、オスが放精して受精させる。この際に精子によって海水が白濁する群来（くき）と呼ばれる現象が起こる。なお、海域で産卵する個体群と汽水湖沼内で産卵を行う個体群が存在する。寿命については十分な調査が行われていないため不明であるが、ノルウェー産 20年、石狩ニシン 5 - 6年、宮古湾 9年、万石浦（宮城県） 6年等の報告があるが、日本近海の個体群の推定寿命を過小評価している可能性が指摘されている。
地域群と広域群では成熟に至るまでの年数が異なる。
- 石狩湾系：石狩湾を中心とした沿岸で生まれ、湾内を回遊し成長する。成長が早く、2歳で成熟し産卵する。
- 北海道・サハリン系：産卵は北海道西岸で春に孵化した仔魚は、オホーツク海から千島列島を経て金華山沖まで南下、三陸沿岸、北海道太平洋沿岸を回遊し、3年で成熟し千島列島からオホーツク海を経て北海道西岸に戻り産卵する。
- 本州系：岩手県宮古湾などを産卵場として夏期に噴火湾に回遊する群[7][8]。なお、もともと宮古湾には地域個体群は存在しなかったが、1984年に開始された万石浦からの移植放流種苗が起源となっている[9]。

## 日本における漁業

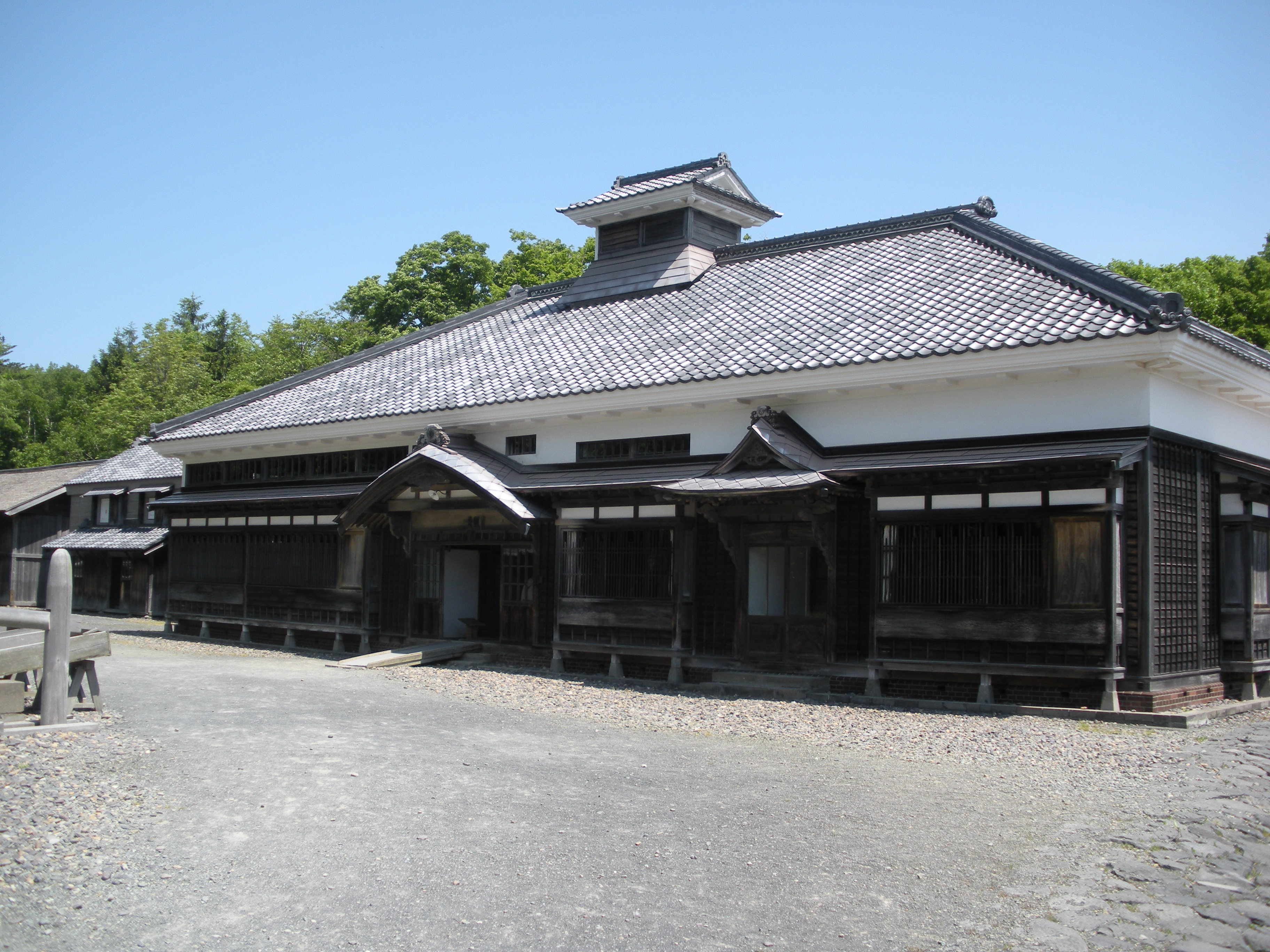
鰊御殿・旧青山家住宅（北海道開拓の村）

主に刺網漁や巻網漁によって漁獲される。1890年（明治23年）頃から1917年（大正6年）頃までの漁場は富山県沿岸から秋田県沿岸であったが、年々漁場が北上し、1920年（大正9年）頃には青森県沖から北海道まで北上した。1923年（大正12年）には青森県沖の漁場も不漁となり、本州日本海側の漁は消滅した。本州の魚場は下北半島周辺など一部となった。
1910年（明治43年）以降急激に漁獲量が増えた北海道の日本海沿岸（小樽から留萌、稚内にかけて）の漁は明治末期から大正期の最盛期には春先の産卵期に回遊する北海道・サハリン系を主対象として100万トン近くの漁獲高があり、北海道ではニシン漁で財を成した網元による「鰊御殿」が建ち並ぶほどであった。しかし、1953年（昭和28年）から減少が始まり、1955年（昭和30年）には5万トンにまで激減し、衰退した。
その後食用ニシンはアイスランドやノルウェーからの輸入が主となり、それにカナダ、アメリカが加わり、品質評価が高かったアイスランド産は、1990年代以降に同じく品質の高いロシア産に取って代わられた。
激減の原因としては海流の変化、海水温の上昇、乱獲、森林破壊などとする諸説があるが、解明されていない。しかし、1890年代から2000年代までの海水温と漁獲量の変化を分析したところ、北海道-サハリン系ニシンの資源量変動と、海水温の長期変動には強い相関があり、乱獲だけが資源量減少の理由ではないとする研究者もいる。
激減以降、減少した漁獲を増加させるために人工孵化や稚魚の放流も行われているが、2002年（平成14年）から2011年（平成23年）までの10年間のニシンの平均水揚げ数量は4千トンに留まり、根本的な解決に至っていない。それにもかかわらず、日本の魚介類の漁獲枠対象魚種には未だリストアップされていない。しかし、1990年代に石狩湾系群を対象として漁網の網目を大きくするなどの2年級未満を捕獲しない保護策や、稚魚放流が実施された結果、2003年（平成15年）から資源量が増加したとする報告がある。
ノルウェー沿岸のニシン漁は、1970年から1990年の約20年間不漁が続いたが、資源管理を行ったところ漁獲量が復活したというデータがある。しかし、過去400年の間に50年から80年間の豊漁期間と、30年から60年間の不漁期間をくり返してきたとする研究もあり、漁獲量回復の原因が資源管理の成果であるのかは不明である。

## 利用

### 日本
日本では、広く食用されている。また、江戸時代・明治時代には鰊粕に加工され、肥料として用いられた。
食用としては、身を塩焼き、フライ、マリネにするほか、身欠きニシンや燻製、コンブで巻いて煮締めた「こぶ巻き」などの加工品とされる。卵の塩蔵品は数の子（かずのこ）と呼ばれる。新鮮な物は刺身でも食べられる。産卵期の春から初夏にかけてが脂が多くのり、旬とされる。
ニシンの干物はかつて、『言海』に「貧人の食とす」と記されているように、下魚であった。『守貞漫稿』には、「鯡を江戸で食する者は稀で、もっぱら猫の餌である。京阪では煮たり昆布巻にする。かつぎ売りの品は昆布まきにする」とあり、『年中番菜録』には、「鯡こんぶ巻、また平こんぶに取り合せて炊き、向付けにしてよし。下品なれども酒の肴には、時によりおかし。水に漬けおいて砂糖あめ等入れれば渋みなし」という。食通で知られる北大路魯山人は著書『魯山人味道』（平野雅章 編）で、「煮たもの焼いたものはさほどでも無いが、乾物を水でもどしたものを上手く料理すると美味しくなる」という。

#### 身欠きニシン
冷凍・冷蔵技術や輸送の発達していなかった時代、身欠きニシンは山間地では重要な食材であった。京都名物に、にしん料理があるのもこのような理由による。北日本、特に北海道から取り寄せたニシンを使い、南座横の名物として知られるようになったにしんそばは明治時代に誕生したものである。
身欠きニシンと米麹を利用した漬物に鰊漬けがある。

#### 鰊粕
江戸時代・明治時代には、北海道や東北の日本海沿岸で生産された鰊粕が北前舟で本州各地へ移出され、菜種、藍、綿花などの商品作物の栽培に欠かせない高窒素肥料の金肥のひとつとして販売され、農村への貨幣経済の浸透を促した。しかし生産時には大量の薪を必要とするため、生産地では森林破壊が進んだ。

#### 鰊の切り込み
北海道・東北で主に食される塩辛に近い郷土料理。酒の肴としてもご飯のおかずとしても食される。

### ヨーロッパ

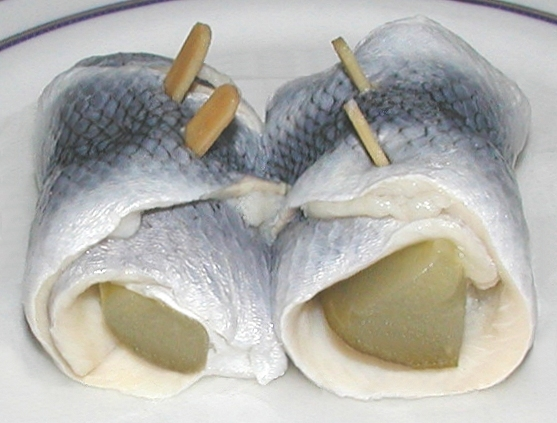
Rollmops

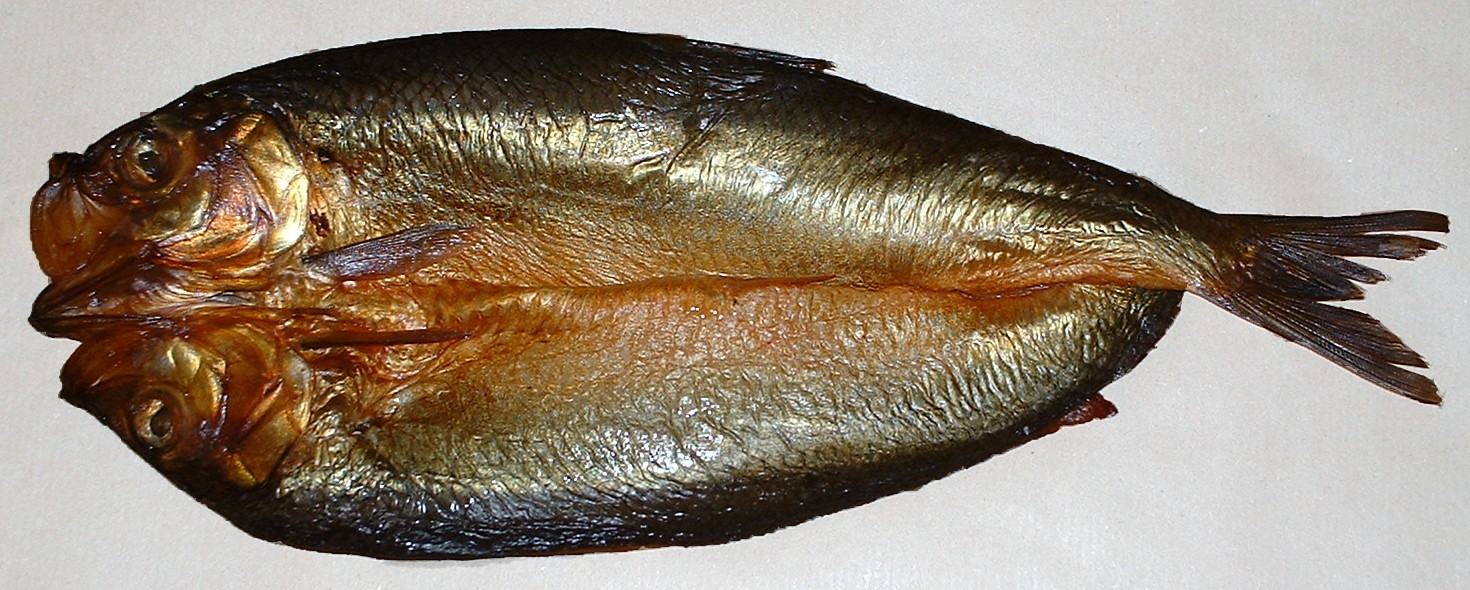
Kippered "split" herring

ニシンの甘酢漬け（〆鯡（しめニシン））がロールモップス（Rollmops）としてヨーロッパの代表的な食べ物の1つである。
オランダでは塩味を付けたニシンを生で食べる（ハーリング (料理)の項を参照）。トマトとすり下ろし人参で作ったソースにつけ込んで酢じめにする。食べる人は顔を上げ、ニシンの尻尾を持ってぶら下げ頭から飲み込むように食べる。
チェコではアットマーク（@）を「ニシンを巻いたもの」(zavináč) と呼ぶ。
スウェーデン北部の有名な缶詰であるシュールストレミングは、生のニシンの身を缶詰にして缶内発酵させたもので、嫌気性細菌発酵による強烈な臭気がある。
ロシアをはじめとする旧ソ連圏では、ニシンを主たる材料としたサラダであるセリョートカ・バト・シューバが食されており、特にクリスマスや正月の料理とされている。
ポーランド料理のシレチ・ポ・ヤポンスク（ śledź po japońsku／日本風ニシン）とは、 酢漬けにしたニシンをゆで卵入りのマヨネーズで和えたもの。ポーランドではポピュラーなニシン料理となっている。「日本人はニシンの卵（数の子）が好きだ」というのが、「日本人はニシンと卵が好きだ」と誤ってポーランドに伝わったため、ニシンと卵をあわせた料理が「日本風」と呼ばれるようになった。
英語でニシンの燻製（Red herring）は、注意をそらすもの、偽の手がかりという意味がある。これは燻製が強い臭いを発して、猟犬が獲物の通り道を間違えたり、見失ってしまうことによる(燻製ニシンの虚偽)。

### 北アメリカ
北米ネイティブ・アメリカン、クリンギット族は、日本のニシンと生物学的には同種にあたる太平洋ニシン (Clupea pallasii) を利用し、ハリング・クランとよばれるニシンをトーテムとして崇めるグループもある。

## 歴史
かつての日本では、乾物の身欠きニシン40貫（約150キロ）を1石と計測していた。生魚の場合には、身欠きニシン40貫に必要な200貫を1石と換算している。この石高換算は、松前藩の石高には反映されていないが、各地に千石場所といったニシン漁の盛んであったことを示す呼び名として残った。北海道のニシン漁の漁獲量は1897年にピークを迎え、130万石（約97万5千トン）を記録した。これは個体数で換算すると30億尾から40億尾と見込まれている。

## 文化
- 俳句では春の季語。
- 江戸時代、東北地方や北海道など日本の東の海で獲れる魚であることから魚偏に東と書く「鯟」の字をニシンの意をあらわすと解釈された[20][21]。明治時代以降「鰊」の表記が一般的になる。
- 演歌歌手・北原ミレイ「石狩挽歌」の歌詞にはニシンが何度も出て来る。「鰊御殿」以降を歌った哀歌である。楽曲は1975年に発表、歌詞にはかつての客船笠戸丸が沖を航行する様子があり、笠戸丸がフィッシュ・ミール工船に改装後北洋で運用していた時代（1932年から1945年）を基にしている。
- 毛織物で、日本では杉の枝に似ていることから「杉綾」と呼ばれるパターンは、二枚におろしたニシンの半身に似ていることから、欧米では「Herring Bone (ヘリンボーン:にしんの骨)」と呼ばれる。

## 参考画像

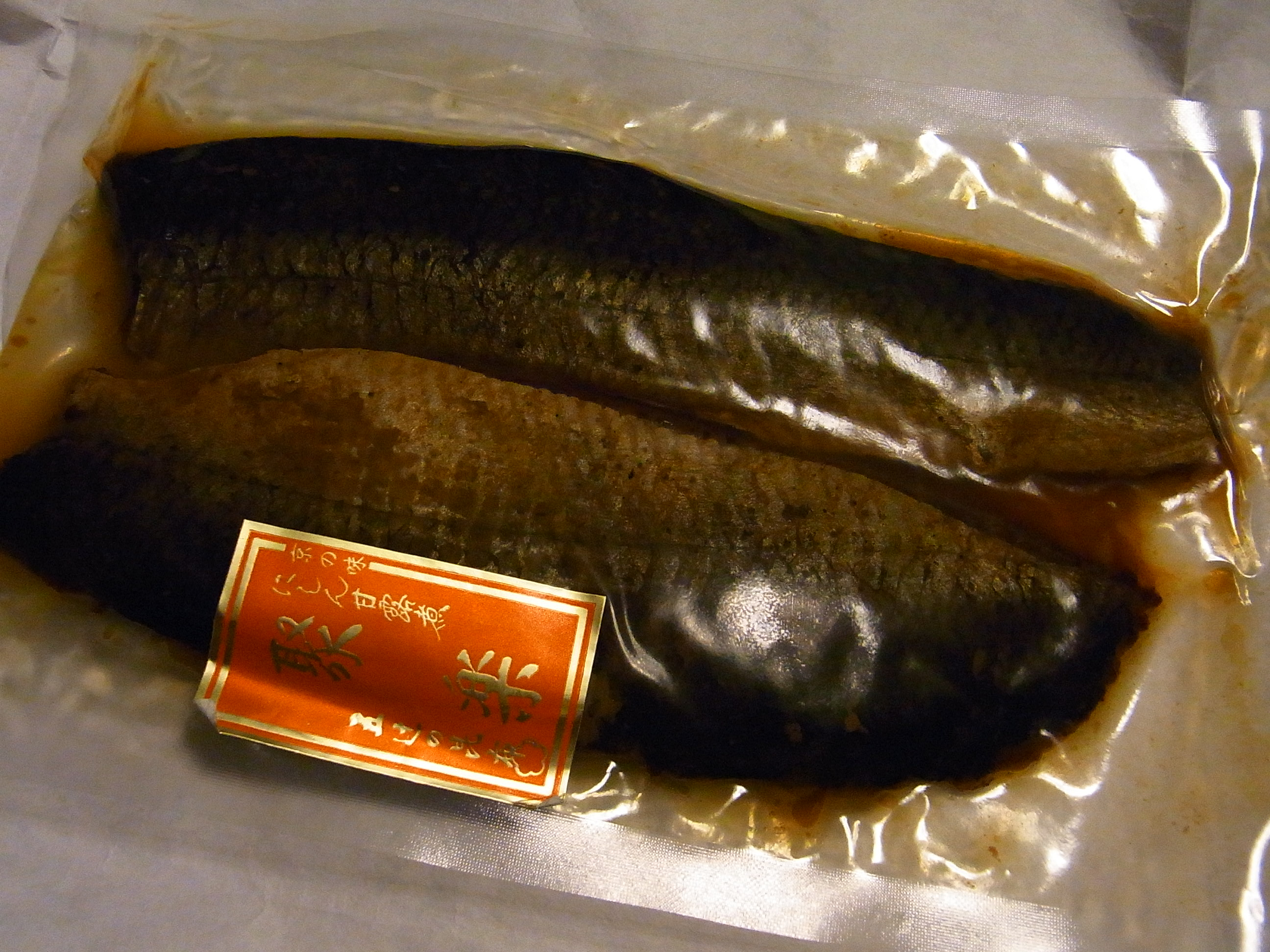
ニシン甘露煮（2010年11月14日撮影）
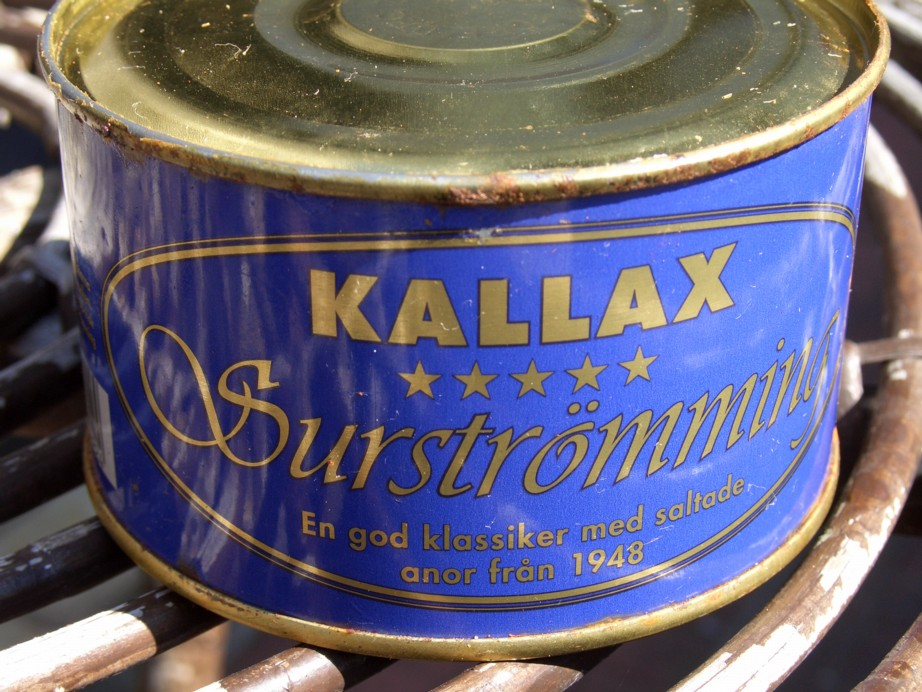
シュールストレミング
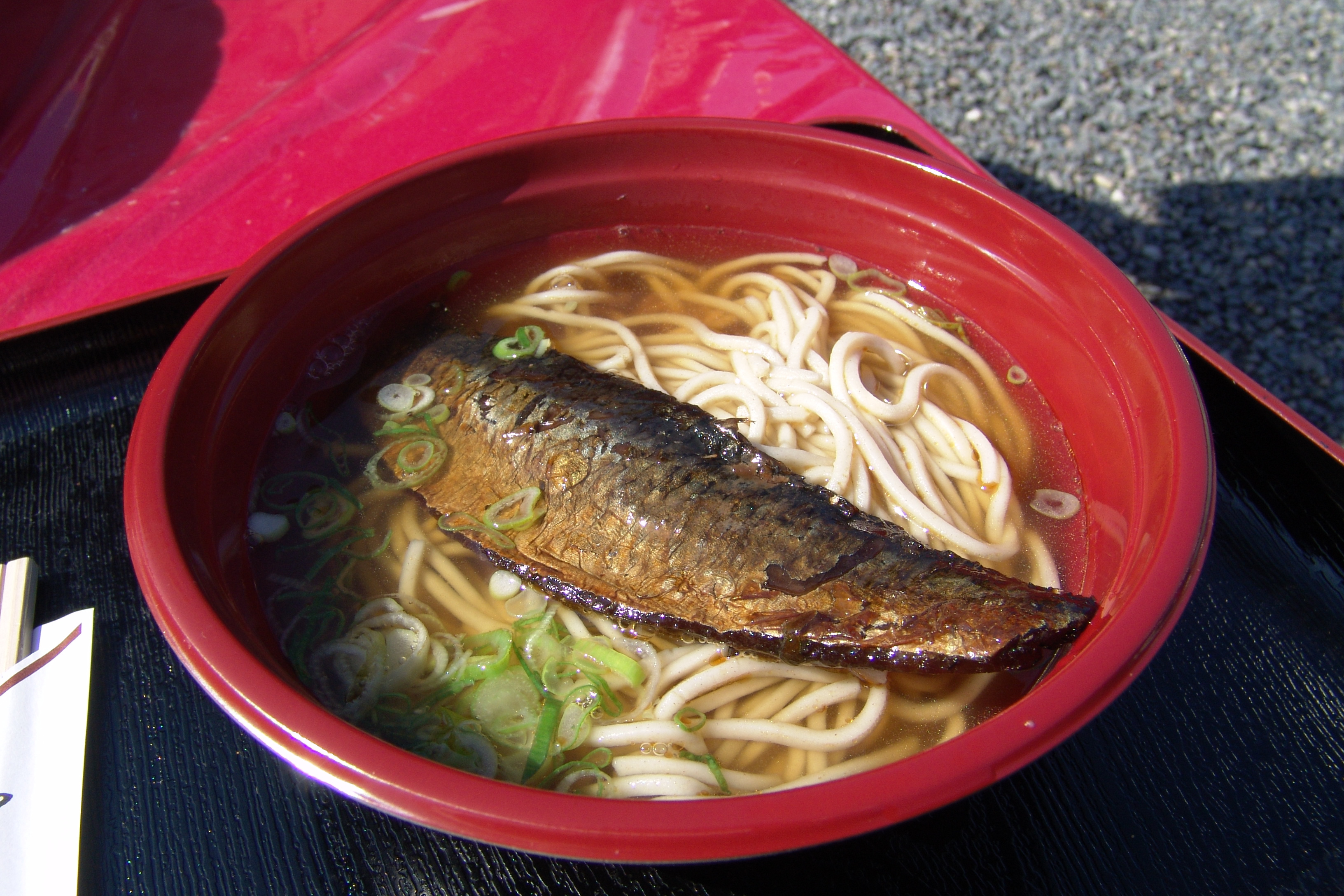
身欠きニシンを入れたにしんそば
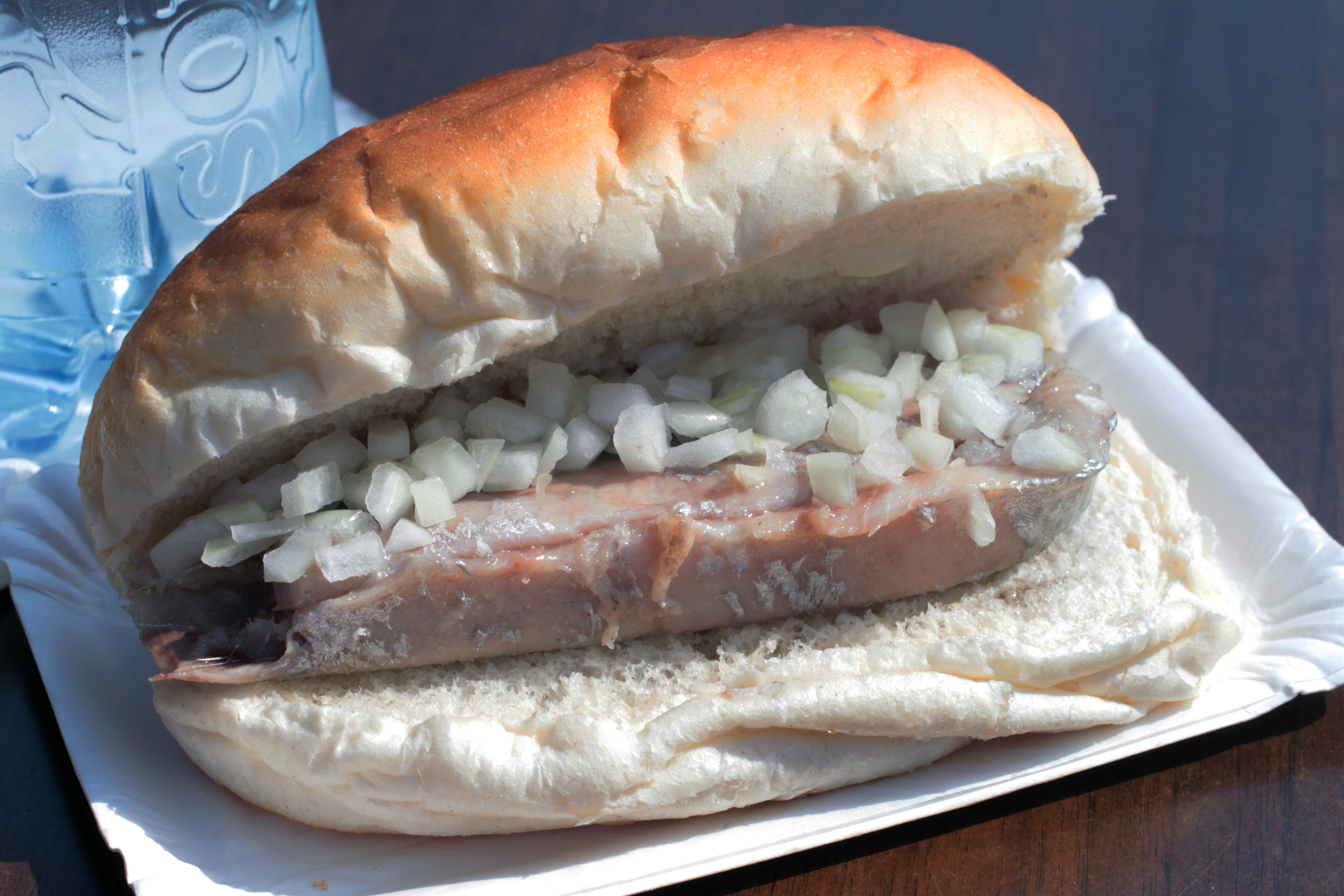
オランダでは割と一般的なニシンサンド
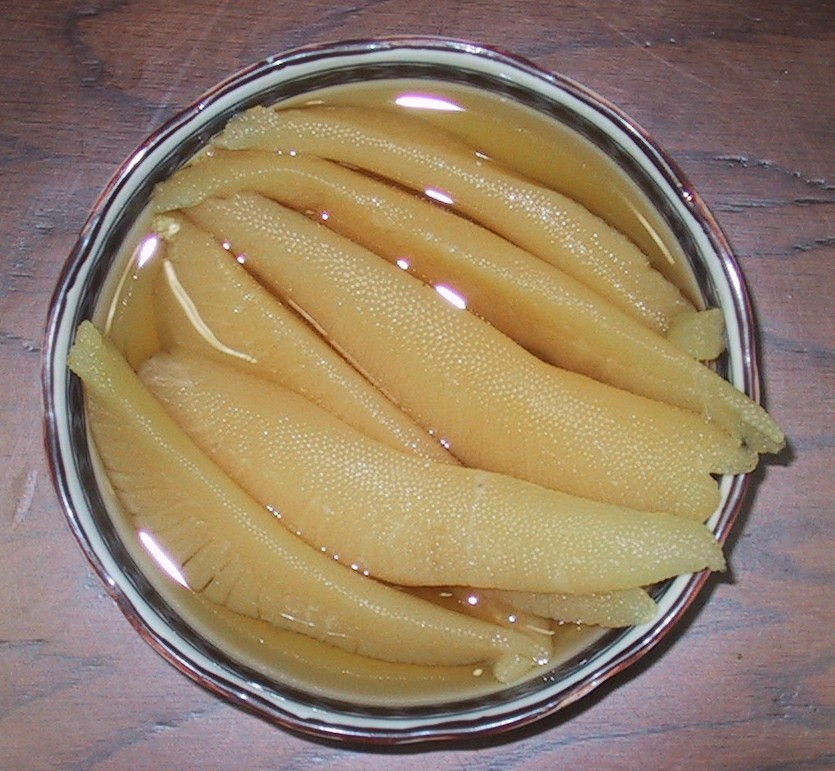
かずのこ
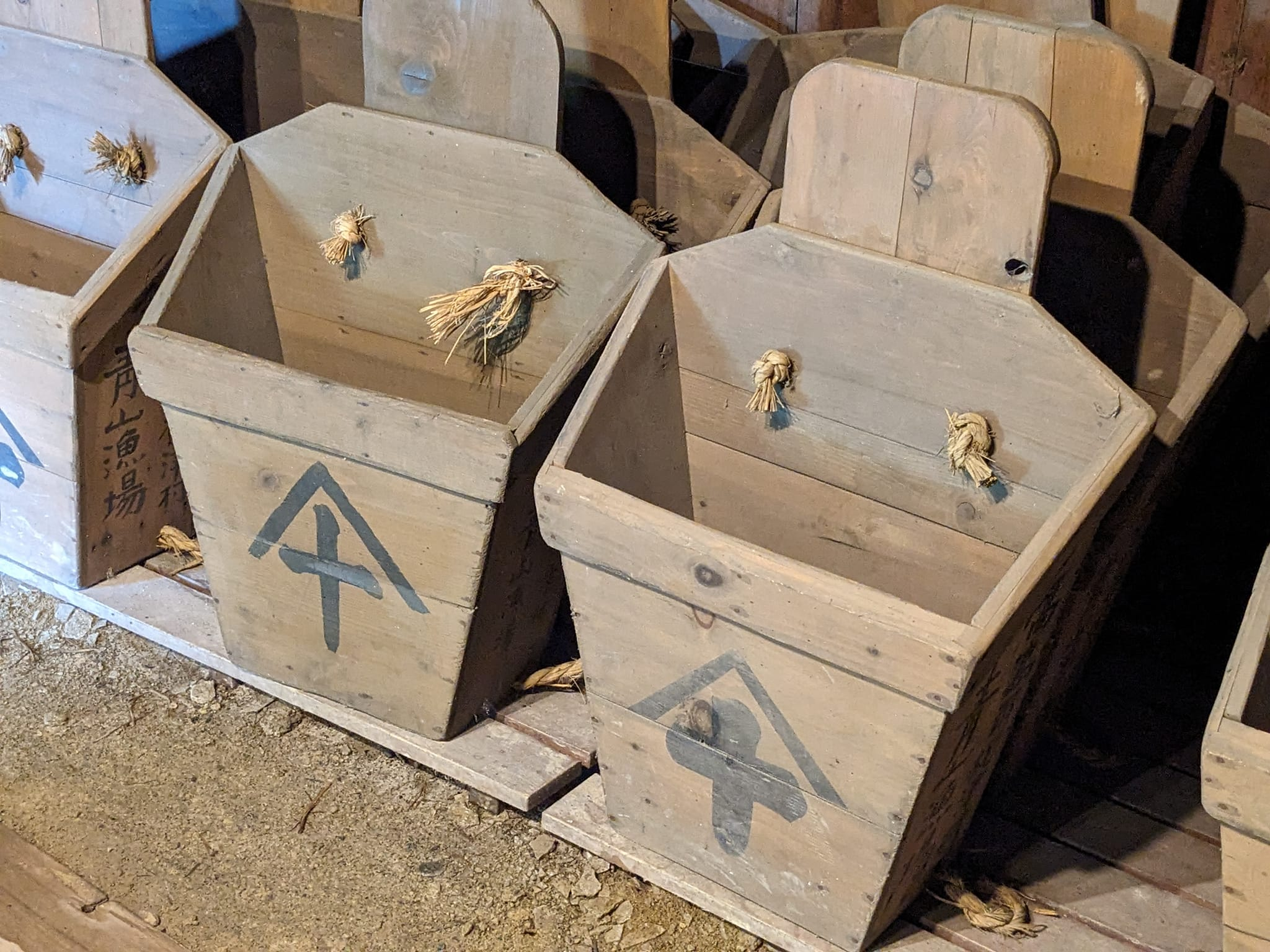
北海道のニシン漁場で、ニシン運搬に用いられた背負い箱「モッコ」。20-30㎏ほどのニシンが入る。
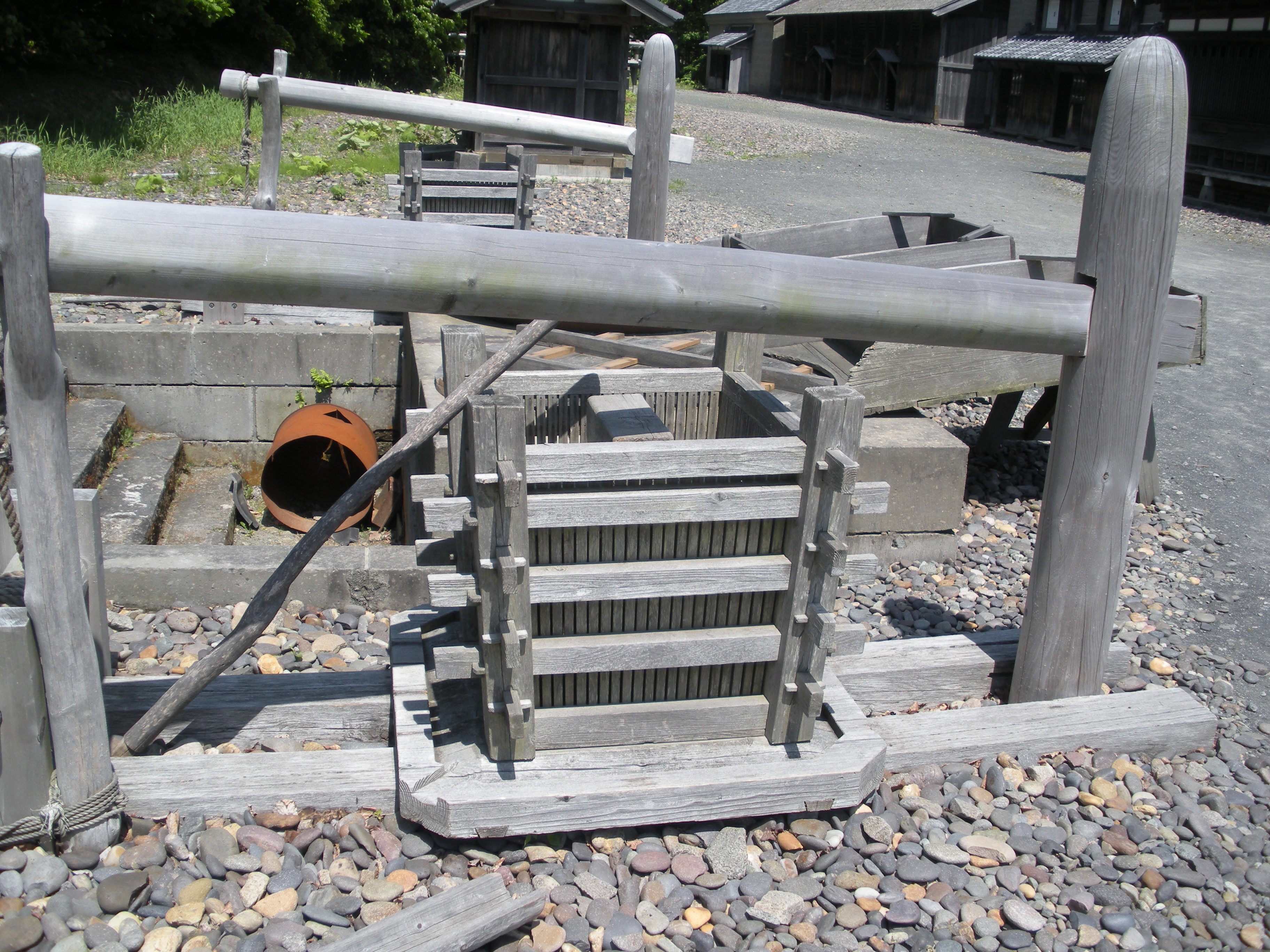
鰊粕や鰊油製造に使用された圧搾機。大釜で茹でた鰊を入れ、テコの原理で締め上げる。「北海道開拓の村」にて撮影。